# Heterothops quadripunctulus
Heterothops quadripunctulus är en skalbaggsart som först beskrevs av Johann Ludwig Christian Gravenhorst 1806.  Heterothops quadripunctulus ingår i släktet Heterothops, och familjen kortvingar. Arten är reproducerande i Sverige.